# Krajníčko

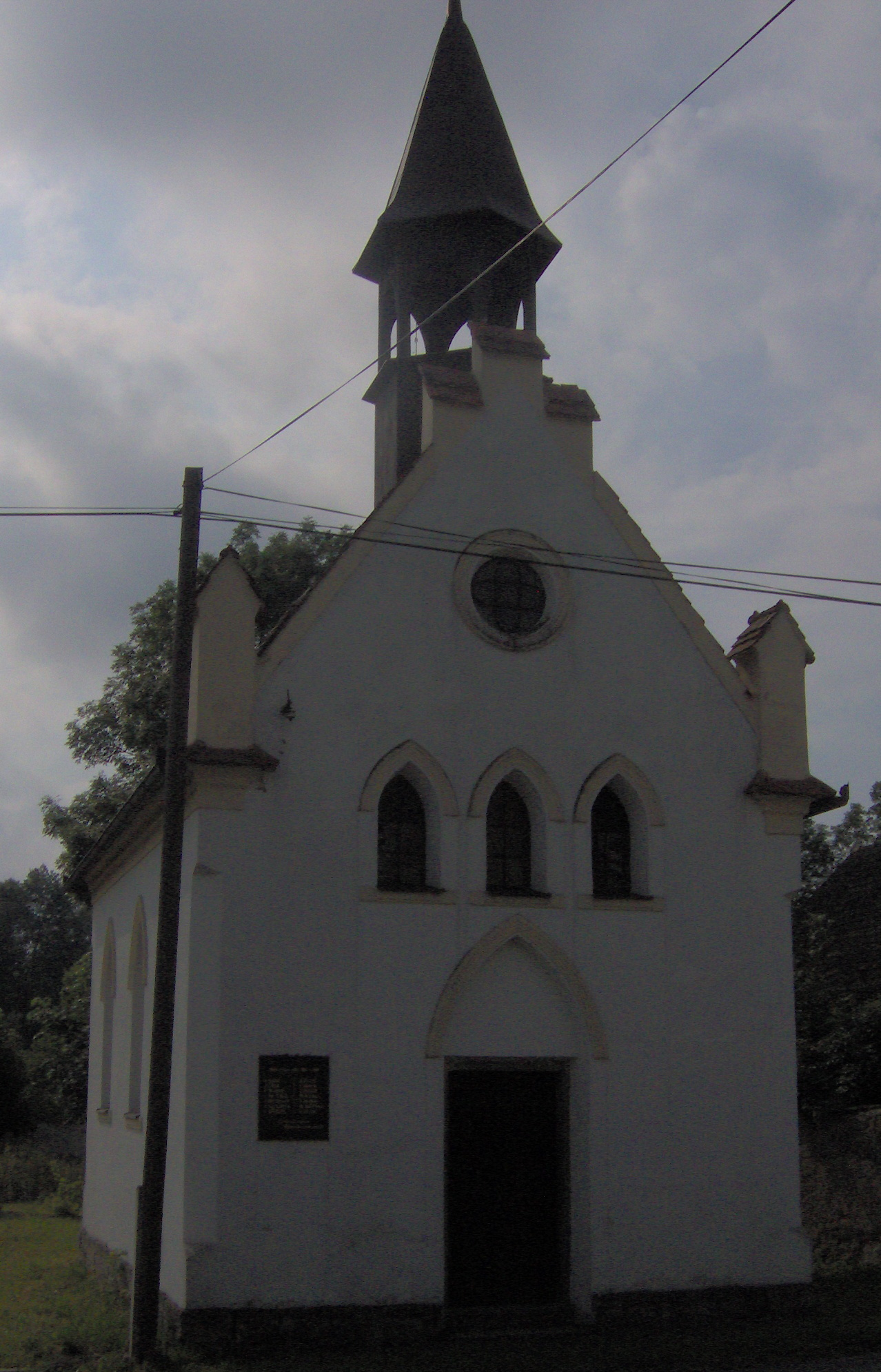
Kapelle

Krajníčko (deutsch Kranitz) ist eine Gemeinde in Tschechien. Sie liegt fünf Kilometer nordwestlich von Bavorov in Südböhmen und gehört zum Okres Strakonice.

## Geographie

### Geographische Lage
Krajníčko befindet sich am Oberlauf des Baches Bavorovský potok im Vorland des Böhmerwaldes. Nördlich erheben sich die Chmelovka (639 m) und die Varta (536 m), im Nordosten die Jezvina (582 m) und die Neděliště (602 m), östlich die Ovčárky (593 m) und der Ovče (583 m), im Südosten der Mazný (537 m) und der Leskovec (545 m), südlich die Dlouhé díly (600 m), südwestlich der Velký Šibák (687 m), der Malý Šibák (603 m) und der Malošín (683 m) mit der Ruine Helfenburk, im Westen die Baba (654 m), sowie nordwestlich der Duškovec (656 m). Im Westen erstreckt sich das Waldgebiet Mlaka.

### Gemeindegliederung
Für die Gemeinde Krajníčko sind keine Ortsteile ausgewiesen.

### Nachbargemeinden
Nachbarorte sind Měkynec im Norden, Chrást, Pivkovice und Bílsko im Nordosten, Budyně und Svinětice im Osten, Útěšov, Na Novinkách, Leskovec und Bavorov im Südosten, Štětín und Tourov im Süden, Javornice und Koječín im Südwesten, Jiřetice im Westen sowie Čepřovice, Ovčín und Skály im Nordwesten.

## Geschichte
Die erste schriftliche Erwähnung von Krajníčko erfolgte 1334, als Margarethe von Rosenberg, die Witwe Bavors III. von Strakonitz, einen Teil der Herrschaft Bavorov mit dem Städtchen Bavorov und 24 Dörfern ihrem Bruder Peter I. von Rosenberg überschrieb.
Im Jahre 1351 erwarben dessen Söhne Peter, Jost, Ulrich und Johann diese Güter von Wilhelm von Strakonitz gegen eine Zahlung von 1000 Schock Böhmische Groschen auch erblich. Ab 1357 ließen die Gebrüder von Rosenberg auf dem Malošín die Helfenburg erbauen. Die neue Herrschaft Helfenburg umfasste die Städtchen Bavorov und Strunkovice sowie die Dörfer Hracholusky, Vitějovice, Žernovice, Nebahovy, Svojnice, Žíchovec, Lhota Nová, zwei Dörfer namens Lhota, Leskovec, Blanice, Svinětice, Budyně, Netonice, Radějovice, Kváskovice, Skály, Zaluží, Měkynec, Krajníčko, Štětín, Útěšov und Hájek. Ulrich II. von Rosenberg, der infolge der Hussitenkriege stark verschuldet war, übertrug die Herrschaft 1457 an seinen Sohn Johann II. Dieser verkaufte die Herrschaft zu seiner Entschuldung am 4. März 1458 mit der Option eines Rückkaufs innerhalb von fünf Jahren, die er offensichtlich wahrnahm, für 5000 Schock Böhmische Groschen an Johann von Lobkowicz. Am 31. März 1461 verpfändete Johann II. die Herrschaft an seinen früheren Burggrafen Nikolaus Přešek von Češtice für 1964 Schock Böhmische Zehngroschen, löste sie jedoch bereits 1462 nach Přešeks Tod wieder ein. Der Burggraf Jan von Vlksice führte am 8. Oktober 1471 Beschwerde gegen Vlach von Březí wegen der Niederbrennung von zwei Scheunen in Krajníčko. Wok II. von Rosenberg verkaufte 1475 einen Teil der Herrschaft, darunter auch Krajníčko, für 1000 Ungarische Gulden an Johann von Schwanberg, der ihn zwei Jahre später zum selben Preis an Václav und Zikmund Vlček weiterveräußerte. Václav Vlček auf Čekanov verkaufte diesen Teil der Herrschaft 1484 für 8000 Ungarischen Gulden an Heinrich Prüschenck von Stettenberg (Jindřich Prýšenk ze Stettenberka), der ihn sogleich an Wok II. von Rosenberg als den eigentlichen Geldgeber verpfändete. Ulrich Prüschenck von Stettenberg verkaufte zusammen mit seinem Vater Heinrich die Güter 1503 für 14.500 Meißnische Schock an Peter IV. von Rosenberg, der sie wieder mit der Herrschaft Helfenburg vereinigte.
1593 verkaufte der letzte Rosenberger Peter Wok von Rosenberg die Herrschaft Helfenburg mit der verlassenen Helfenburg für 40.000 Meißnische Schock der Stadt Prachatice. Wegen Unterstützung des böhmischen Ständeaufstands verlor Prachatice nach der Schlacht am Weißen Berg seine Besitzungen durch kaiserliche Konfiskation. Die inzwischen als Gut Barau bezeichnete ehemalige Herrschaft Helfenburg fiel an die Böhmische Kammer. 1622 schenkte Kaiser Ferdinand II. die Herrschaft Nettolitz und das Gut Barau seinem Hofkammerpräsidenten Hans Ulrich von Eggenberg für dessen Verdienste in der Katholischen Liga. Dieser vereinigte beide Güter zu einem Dominium mit dem Amtsdorf Peterhof. Nach dem Aussterben der Eggenberger 1719 fiel die Allodialherrschaft Nettolitz samt dem Gut Barau an die Fürsten Schwarzenberg.
Im Jahre 1840 bestand Kranitz aus 23 Häusern mit 174 tschechischsprachigen Einwohnern. Kranitz unterstand zusammen mit den Dörfern Miekinetz, Saluschy (Záluží) und Autieschow (Útěšov) dem Gericht Miekinetz. Pfarrort war Blsko. Bis zur Mitte des 19. Jahrhunderts blieb Kranitz immer der Allodialherrschaft Nettolitz samt dem Gut Barau untertänig.
Nach der Aufhebung der Patrimonialherrschaften bildete Krajníčko / Kranitz ab 1850 einen Ortsteil der Gemeinde Měkynec in der Bezirkshauptmannschaft Písek und dem Gerichtsbezirk Vodňany. Im Jahre 1900 hatte das Dorf 321 Einwohner. 1907 löste sich Krajníčko von Měkynec los und bildete eine eigene Gemeinde. Die Freiwillige Feuerwehr bildete sich 1908. Der den Fürsten Schwarzenberg gehörende Hof Štětín wurde 1922 im Zuge der Bodenreform aufgelöst und parzelliert. Infolgedessen zogen zahlreiche zuvor auf dem Hof beschäftigte Einwohner fort. 1930 lebten in Krajníčko 289 Personen. Im Jahre 1935 wurde das Dorf elektrifiziert. Nach dem Ende des Zweiten Weltkrieges erfolgte eine Abwanderung in die Grenzgebiete, dadurch sank die Einwohnerzahl bis 1950 auf 221. Im Zuge der Errichtung des Okres Vodňany wurde Krajníčko 1949 diesem zugeordnet und wurde nach dessen Aufhebung im Jahre 1960 Teil des Okres Strakonice. 1964 wurde die Buslinie Krajníčko – Bavorov – Vodňany aufgenommen. 1970 hatte das Dorf 153 Einwohner. Der Bau des Schwimmbades wurde 1974 vollendet. Am 1. Januar 1975 erfolgte die Eingemeindung nach Bavorov. Seit dem 24. November 1990 bildet Krajníčko wieder eine eigene Gemeinde. Im Jahre 2001 hatte Krajníčko 94 Einwohner, 2008 waren es 105.

## Kultur und Sehenswürdigkeiten
- Ruine der Helfenburk, südwestlich des Dorfes
- Kapelle, errichtet 1935 anstelle eines älteren Vorgängerbaus